# Cajus Julius Caesar

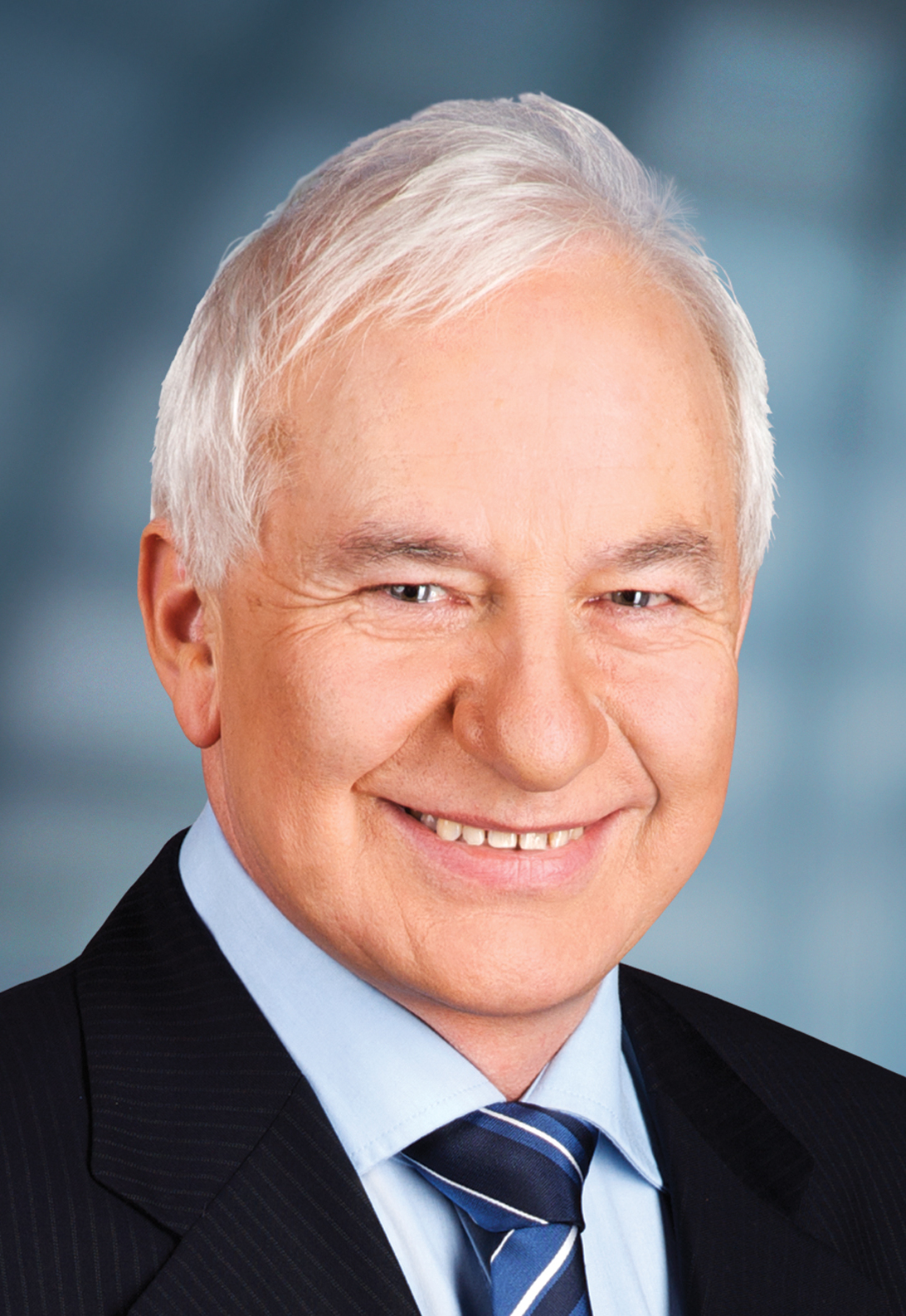
Cajus Julius Caesar (2009)

Cajus Julius Caesar (* 22. Januar 1951 in Rinteln) ist ein deutscher Politiker (CDU). Er war ab 1998 mit zwei kurzen Unterbrechungen Mitglied des Deutschen Bundestages, aus dem er im Oktober 2017 endgültig ausschied. Von 2018 bis 2021 war er Waldbeauftragter im Bundesministerium für Ernährung und Landwirtschaft.

## Leben und Beruf
Nach der Mittleren Reife 1967 an der Realschule in Lübbecke absolvierte Caesar eine Forstlehre und besuchte anschließend von 1969 bis 1971 die Landesforstschule in Arnsberg, wo er 1971 auch die Fachhochschulreife erwarb. Von 1971 bis 1974 war er Revierförsteranwärter und legte 1974 das zweite Examen zum Diplom-Forstingenieur ab. Im selben Jahr wurde er Revierleiter im Forstamt Lage. 1978 wechselte er zur Forsteinrichtung beim Landesverband Lippe und leitete schließlich von 1980 bis 1998 das Forstrevier Kirchberg in der Gemeinde Kalletal. In seinen mandatslosen Zeiten 2006/2007 und von 2009 bis 2011 war er beim Landesverband Lippe als Projektleiter Forstmanagement beschäftigt.

## Politische Karriere
Caesar trat 1969 in die Junge Union (JU) und die CDU ein. Er war von 1990 bis 2013 Kreisvorsitzender des CDU-Kreisverbandes Lippe und gehört seit 1992 dem Vorstand des CDU-Bezirksverbandes Ostwestfalen-Lippe an.

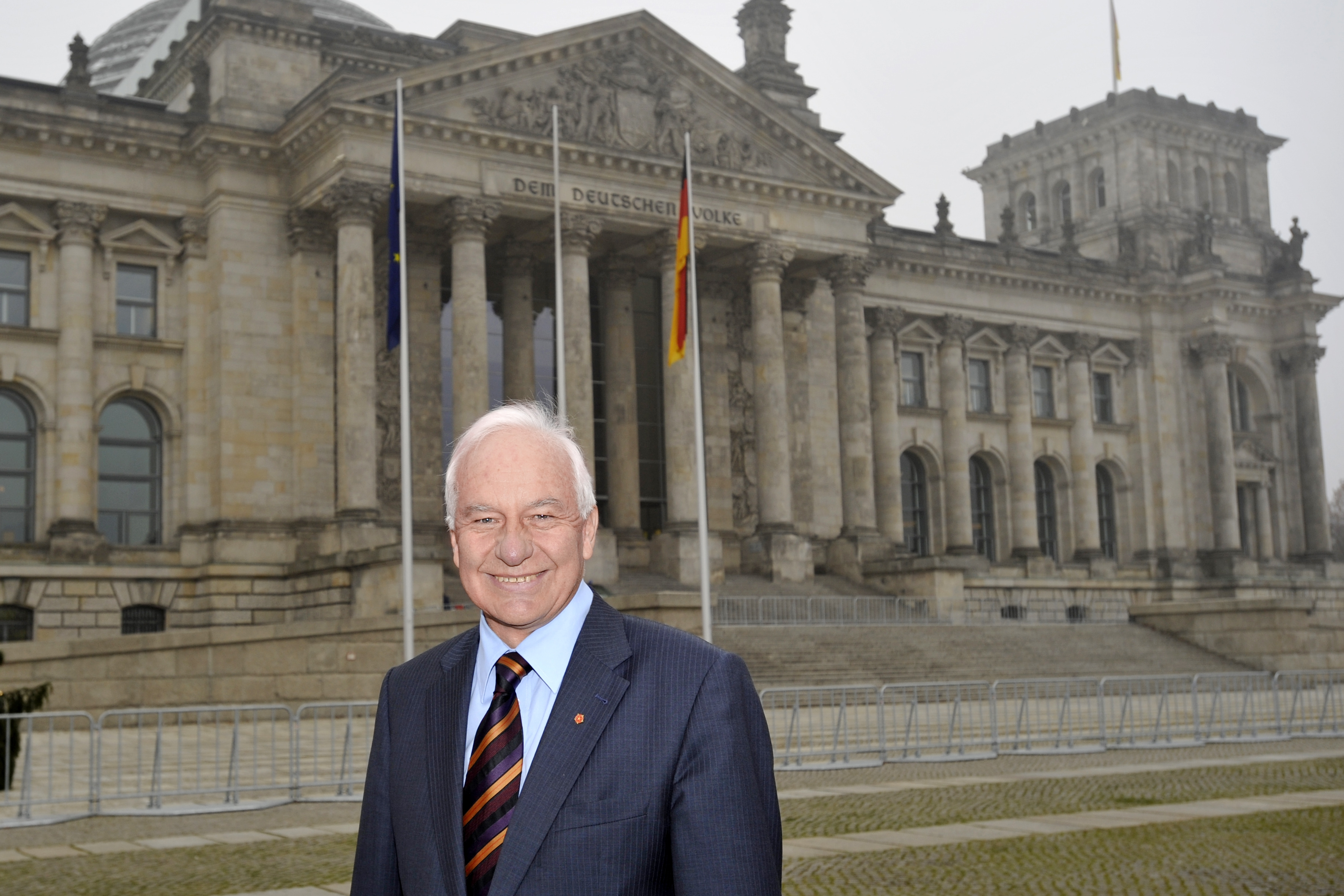
Cajus Julius Caesar vor dem Reichstagsgebäude

Caesar gehörte von 1980 bis 1999 der Gemeinderatsfraktion der Gemeinde Kalletal an und von 1984 bis 1999 dem Kreistag des Kreises Lippe, u. a. als Vorsitzer des Umweltausschusses. Von 1986 bis 1999 war Caesar Abgeordneter der Landschaftsversammlung Westfalen-Lippe in Münster und amtierte als stellvertretender Fraktionsvorsitzender der CDU-Fraktion. Dort gehörte er zu den Mitinitiatoren des Ziegeleimuseums Lage. Von 1999 bis 2009 war er Mitglied der Landesverbandsversammlung in Lippe und dort über fünf Jahre Fraktionsvorsitzender.
Caesar gehörte zwischen 1998 und 2017 mit zwei kurzen Unterbrechungen dem Deutschen Bundestag an. Bei der Bundestagswahl 2005 hatte er zunächst ein Mandat über die Landesliste Nordrhein-Westfalen gewonnen. Wegen der notwendig gewordenen Nachwahl im Wahlkreis Dresden I am 2. Oktober 2005 verschob sich aber das Verhältnis der Unionsstimmen innerhalb der Länder und Caesar verlor sein Mandat wieder. Am 7. Juli 2007 rückte er für den ausgeschiedenen CDU-Abgeordneten Reinhard Göhner in den Bundestag nach. Bei der Bundestagswahl 2009 wurde Caesar nicht in den Bundestag gewählt. Am 1. Februar 2011 zog er als Nachrücker für den ausgeschiedenen Leo Dautzenberg erneut in den Bundestag ein. Bei der Bundestagswahl 2013 wurde er über die Landesliste von Nordrhein-Westfalen wiederum ins Parlament gewählt. Zur Bundestagswahl 2017 trat er nicht mehr an.
Cajus Julius Caesar kandidierte immer in seinem Heimatwahlkreis Lippe I für den Deutschen Bundestag. Er wurde zu allen Wahlen als Direktkandidat der CDU Lippe nominiert, rückte aber stets über die nordrhein-westfälische Landesliste der CDU in den Bundestag ein. Nachdem Dirk Becker (SPD) sein Bundestagsmandat im Oktober 2015 niederlegte, verblieb Caesar erstmals in seiner Abgeordnetenlaufbahn als einziger Abgeordneter seines Heimatwahlkreises im Bundestag und nahm von Oktober 2015 bis Oktober 2017 die Aufgaben des Wahlkreisabgeordneten wahr.
Caesars Ausschussaktivitäten bezogen sich auf den Umweltbereich, die ländliche Entwicklung sowie Ernährung, Landwirtschaft und Forsten. Caesar war von 2011 bis 2017 ordentliches Mitglied im Haushaltsausschuss, wo er  Hauptberichterstatter für den Einzelplan 10 war, der die Bereiche Landwirtschaft, Ernährung, Sozialversicherung, Forstwirtschaft, Fischerei und ländliche Räume beinhaltet. Ferner war er stellvertretendes Mitglied im Ausschuss für Ernährung und Landwirtschaft und im selben Zeitraum forstpolitischer Sprecher der CDU/CSU-Fraktion.
Im Juni 2018 wurde Caesar von Bundeslandwirtschaftsministerin Julia Klöckner zum Waldbeauftragten der Bundesregierung ernannt. Zuvor verfügte die Bundesregierung nicht über einen Waldbeauftragten. Er war dabei mit dem Kompetenzzentrum Wald und Holz (KIWUH) verbunden, das bei der Fachagentur Nachwachsende Rohstoffe (FNR) in Gülzow-Prüzen angesiedelt ist. Mit dem Amtsantritt des Kabinetts Scholz im Dezember 2021 schied er aus dem Amt.

## Mitgliedschaften und Ehrungen
Cajus Caesar ist Mitglied zahlreicher Institutionen und Vereine aus dem Spektrum Heimatschutz und Waldwirtschaft. Am 14. Juli 2015 wurde er als neues Mitglied in den Deutschen Forstzertifizierungsrat (DFZR) aufgenommen.
Im Jahr 2000 wurde Caesar die Freiherr-vom-Stein-Medaille des Landschaftsverbandes Westfalen-Lippe (LWL) verliehen.
Am 8. Dezember 2016 verlieh die Schutzgemeinschaft Deutscher Wald Caesar die Goldene Tanne, eine Ehrung, die bereits prominente Preisträger wie Angela Merkel oder Klaus Töpfer erhalten hatten.

## Familie
Cajus Julius Caesar ist verheiratet und hat drei Kinder. Sein Vater, sein ältester Sohn und dessen Sohn heißen ebenfalls Cajus Julius und sind wie er selbst nach dem gleichnamigen römischen Staatsmann benannt, von dem abzustammen Caesar nicht ausschließen will.